# Lucien Lerat
Lucien Lerat, né le 28 mars 1909 à Paris et mort le 30 août 1993 à Toulon, est un archéologue et universitaire français, spécialiste des antiquités grecques et gallo-romaines. Il fut notamment doyen de la faculté de Lettres de l'Université de Franche-Comté de 1953 à 1960, et directeur des Antiquités historiques de Franche-Comté de 1942 à 1971.

## Biographie

### Formation
Lucien Lerat naît à Paris. Il se forme en premier lieu à l'École Normale Supérieure, où il obtient l'agrégation de Lettres en 1932, avant de partir à l'École française d'Athènes. Il effectue un séjour de trois ans en Grèce, à partir de 1933, où fouille le sanctuaire d'Apollon à Delphes.

### Carrière
Après un an d'enseignement au lycée de Nancy, il entre à l'Université de Franche-Comté en assumant d'abord des cours de langue et de littératures grecques, avant de devenir professeur dans la même spécialité en 1950. En 1956, une chaire d'Archéologie et d'Antiquités nationales est créée spécialement pour lui. Trois ans auparavant, en 1953, il était devenu doyen de la faculté de Lettres, poste qu'il occupera jusqu'en 1960. Sous son mandat, il participe au développement de la faculté, en projetant l'extension des locaux du site de Mégevand et la construction, notamment, de l'aile et de l'amphithéâtre Donzelot.
C'est à l'occasion de ces travaux d'extension qu'il effectue la reprise des fouilles de la domus gallo-romaine découverte en 1921 par le directeur de l'agence de la Banque de France voisine, Mr. Petitdidier. Entre 1952 et 1953, il fait ressortir de nouveau vestiges, notamment sous l'amphithéâtre Donzelot. Après les fouilles, il fait aménager une crypte archéologique de 200 m², et un musée exposant une partie du mobilier exhumé.
Pendant 30 ans, entre 1942 et 1971, il est directeur des Antiquités historiques de Franche-Comté. Il supervise de nombreuses opérations d'archéologie à Besançon et dans la région : une quinzaine d'intervention de sauvetage dans la capitale des Séquanes, ainsi que des relevés et moulages exécutés sur la Porte Noire. Lerat dirige aussi personnellement la fouille du fanum Montjustin (Haute-Saône). Il dédie vingt ans de recherches au sanctuaire gallo-romain des Villards-d'Héria, où il entreprend des fouilles systématiques en employant universitaires, locaux et étudiants. Les résultats des recherches menées sur ce sanctuaire majeur de la cité séquane ont été rassemblés à titre posthume par sa collègue Hélène Walter en 1998.